# Часовникова кула (Дупница)
Часовниковата кула в Дупница е един от символите на града. 
Построена е като бейска бойна кула с четири мазгала (бойници) за отбрана. Приспособена е за часовникова към последното десетилетие на XVIII век. Тогава е наричана сааткула. 
Предполага се, че е свързана с местния аянин Сюлейман Карагалията, който вероятно при някои от походите си открадва камбаната от църква в днешните сръбски земи. На нея е посочена година 1792 и е изработена за храма „Свети Димитър... из место Црепое“.
Разположена е в парк „Градска градина“, в близост до центъра на град Дупница. Кулата е с трапецовидна форма с дължина на страната от 5,5 m и височина от 17,2 m. Часовниковият механизъм на кулата вероятно е изработен от български майстори и се състои от четири циферблата, но поради лошата поддръжка спира да работи през 1939 година. Кулата и часовникът са реставрирани през 1979 година по случай 1300 години от основаването на Българската държава.